# Шаховске олимпијаде
Шаховске олимпијаде су такмичења која се званично организују од 1927. године под окриљем Међународне шаховске федерације ФИДЕ.
На шаховским олимпијадама националне екипе држава чланица ФИДЕ такмиче се за златну, сребрну и бронзану медаљу.
Шах није олимпијски спорт, али, однедавно је ФИДЕ чланица Међународног олимпијског комитета (МОК) и повинује се његовим правилима.

## Формат такмичења
Свака шаховска федерација, која је члан ФИДЕ, може да пошаље тим на шаховску олимпијаду. Тим се састоји од пет играча, четири стална и једна резерва. Пре 2008. тимови су имали по две резерве.
На раним олимпијадама сви тимови су играли мечеве са свим осталим тимовима. Како се број тимова повећавао, ово је постало непрактично. Касније су тимови прво играли у групама, а после су се најбољи сусретали у финалу. Од 1976. такмичење се игра по швајцарском систему. Од 2008. први критеријум за пласман су поени из мечева, а не поени по таблама. За победу у мечу добијају се 2 поена, за нерешен резултат 1, а за пораз 0.
Победнички пехари у мушкој и женској конкуренцији су прелазни. До следеће олимпијаде задржава их шаховска организација државе победнице, након чега прелазе у руке наредних победника.
Индивидуалне медаље се додељују најбољим играчима на својим таблама (4+1). У конкуренцији су играчи који су одиграли бар 8 партија, од могућих 11.

## Мушке олимпијаде
Мушке олимпијаде одржавају се сваке парне године. Пре Другог светског рата било је периода када су одржаване сваке године.
Одржане су и четири незваничне шаховске олимпијаде: 1924. у Паризу (Француска) и 1926. у Будимпешти (Мађарска), а изузев њих, под називом „шаховска олимпијада“ организована су још два шаховска догађаја: 1936. у Минхену (Немачка) и 1976. у Триполију (Либија). Многи сматрају да је организовање ових „олимпијада“ имало уске политичке циљеве, те их ФИДЕ званично не признаје.
Трофеј који осваја олимпијски победник у мушкој конкуренцији је „Хамилтон-Раселов пехар”, који је дар енглеског магната Фредерика Хамилтон-Расела, и који је први пут додељен на (званично) Првој шаховској олимпијади одржаној у Лондону, 1927. године.
| година | догађај                    | домаћин                             | злато              | сребро                 | бронза              |
| ------ | -------------------------- | ----------------------------------- | ------------------ | ---------------------- | ------------------- |
| 1924.  | Шаховска олимпијада 1924.  | Француска · (Париз)                 | Чехословачка 31    | Мађарска 30            | Швајцарска 29       |
| 1926.  | Шаховска олимпијада 1926.  | Мађарска · (Будимпешта)             | Мађарска 9         | Југославија 8          | Румунија 5          |
| 1927.  | 1. шаховска олимпијада     | Велика Британија · (Лондон)         | Мађарска 40        | Данска 38½             | Енглеска 36½        |
| 1928.  | 2. шаховска олимпијада     | Холандија · (Хаг)                   | Мађарска 44        | САД 39½                | Пољска 37           |
| 1930.  | 3. шаховска олимпијада     | Немачка · (Хамбург)                 | Пољска 48½         | Мађарска 47            | Немачка 44½         |
| 1931.  | 4. шаховска олимпијада     | Чехословачка · (Праг)               | САД 48             | Пољска 47              | Чехословачка 46½    |
| 1933.  | 5. шаховска олимпијада     | Велика Британија · (Фокстон)        | САД 39             | Чехословачка 37½       | Шведска 34          |
| 1935.  | 6. шаховска олимпијада     | Пољска · (Варшава)                  | САД 54             | Шведска 52½            | Пољска 52           |
| 1936.  | Шаховска олимпијада 1936.  | Немачка · (Минхен)                  | Мађарска 110½      | Пољска 108             | Немачка 106½        |
| 1937.  | 7. шаховска олимпијада     | Шведска · (Стокхолм)                | САД 54½            | Мађарска 48½           | Пољска 47           |
| 1939.  | 8. шаховска олимпијада     | Аргентина · (Буенос Ајрес)          | Немачка 36         | Пољска 35½             | Естонија 33½        |
| 1950.  | 9. шаховска олимпијада     | Југославија · (Дубровник)           | Југославија 45½    | Аргентина 43½          | Западна Немачка 40½ |
| 1952.  | 10. шаховска олимпијада    | Финска · (Хелсинки)                 | СССР 21            | Аргентина 19½          | Југославија 19      |
| 1954.  | 11. шаховска олимпијада    | Холандија · (Амстердам)             | СССР 34            | Аргентина 27           | Југославија 26½     |
| 1956.  | 12. шаховска олимпијада    | СССР · (Москва)                     | СССР 31            | Југославија 26½        | Мађарска 26½        |
| 1958.  | 13. шаховска олимпијада    | Западна Немачка · (Минхен)          | СССР 34½           | Југославија 29         | Аргентина 25½       |
| 1960.  | 14. шаховска олимпијада    | Источна Немачка · (Лајпциг)         | СССР 34            | САД 29                 | Југославија 27      |
| 1962.  | 15. шаховска олимпијада    | Бугарска · (Варна)                  | СССР 31½           | Југославија 28         | Аргентина 26        |
| 1964.  | 16. шаховска олимпијада    | Израел · (Тел Авив)                 | СССР 36½           | Југославија 32         | Западна Немачка 30½ |
| 1966.  | 17. шаховска олимпијада    | Куба · (Хавана)                     | СССР 39½           | САД 34½                | Мађарска 33½        |
| 1968.  | 18. шаховска олимпијада    | Швајцарска · (Лугано)               | СССР 39½           | Југославија 31         | Бугарска 30         |
| 1970.  | 19. шаховска олимпијада    | Западна Немачка · (Зиген)           | СССР 27½           | Мађарска 26½           | Југославија 26      |
| 1972.  | 20. шаховска олимпијада    | Југославија · (Скопље)              | СССР 42            | Мађарска 40½           | Југославија 38      |
| 1974.  | 21. шаховска олимпијада    | Француска · (Ница)                  | СССР 46            | Југославија 37½        | САД 36½             |
| 1976.  | 22. шаховска олимпијада    | Израел · (Хаифа)                    | САД 37             | Холандија 36½          | Енглеска 35½        |
| 1976.  | Шаховска олимпијада 1976.  | Либија · (Триполи)                  | Ел Салвадор 38½    | Тунис 36               | Пакистан 34½        |
| 1978.  | 23. шаховска олимпијада    | Аргентина · (Буенос Ајрес)          | Мађарска 37        | СССР 36                | САД 35              |
| 1980.  | 24. шаховска олимпијада    | Малта · (Ла Валета)                 | СССР 39            | Мађарска 39            | САД 35              |
| 1982.  | 25. шаховска олимпијада    | Швајцарска · (Луцерн)               | СССР 42½           | Чехословачка 36        | САД 35              |
| 1984.  | 26. шаховска олимпијада    | Грчка · (Солун)                     | СССР 41            | Енглеска 37            | САД 35              |
| 1986.  | 27. шаховска олимпијада    | Уједињени Арапски Емирати · (Дубаи) | СССР 40            | Енглеска 39            | САД 38              |
| 1988.  | 28. шаховска олимпијада    | Грчка · (Солун)                     | СССР 40½           | Енглеска 34½           | Холандија 34½       |
| 1990.  | 29. шаховска олимпијада    | Југославија · (Нови Сад)            | СССР 39            | САД 35½                | Енглеска 35½        |
| 1992.  | 30. шаховска олимпијада    | Филипини · (Манила)                 | Русија 39          | Узбекистан 35          | Јерменија 34½       |
| 1994.  | 31. шаховска олимпијада    | Русија · (Москва)                   | Русија 37½         | Босна и Херцеговина 35 | Русија 34½          |
| 1996.  | 32. шаховска олимпијада    | Јерменија · (Јереван)               | Русија 38½         | Украјина 35            | САД 34              |
| 1998.  | 33. шаховска олимпијада    | Русија · (Елиста)                   | Русија 35½         | САД 34½                | Украјина 32½        |
| 2000.  | 34. шаховска олимпијада    | Турска · (Истанбул)                 | Русија 38          | Немачка 37             | Украјина 35½        |
| 2002.  | 35. шаховска олимпијада    | Словенија · (Блед)                  | Русија 38½         | Мађарска 37½           | Јерменија 35        |
| 2004.  | 36. шаховска олимпијада    | Шпанија · (Калвија)                 | Украјина 39½       | Русија 36½             | Јерменија 36½       |
| 2006.  | 37. шаховска олимпијада    | Италија · (Торино)                  | Јерменија 36       | Кина 34                | САД 33              |
| 2008.  | 38. шаховска олимпијада    | Немачка · (Дрезден)                 | Јерменија 19/400,5 | Израел 18/377,5        | САД 17/362          |
| 2010.  | 39. шаховска олимпијада    | Русија · (Ханти-Мансијск)           | Украјина 19        | Русија 18              | Израел 17           |
| 2012.  | 40. шаховска олимпијада    | Турска · (Истанбул)                 | Јерменија 19       | Русија 19              | Украјина 18         |
| 2014.  | 41. шаховска олимпијада    | Норвешка · (Тромсе)                 | Кина 19            | Мађарска 17            | Индија 17           |
| 2016.  | 42. шаховска олимпијада    | Азербејџан · (Баку)                 | САД 20             | Украјина 17            | Русија 18           |
| 2018.  | 43. шаховска олимпијада    | Грузија · (Батуми)                  | Кина 18            | САД 18                 | Русија 18           |
| 2020.  | онлајн шаховска олимпијада | (интернет)                          | Индија, Русија     | није додељена          | Пољска, САД         |
| 2021.  | онлајн шаховска олимпијада | (интернет)                          | Русија             | САД                    | Кина, Индија        |
| 2022.  | 44. шаховска олимпијада    | Индија · (Ченај)                    | Узбекистан 19      | Јерменија 19           | Индија 18           |
| 2024.  | 45. шаховска олимпијада    | Мађарска · (Будимпешта)             |                    |                        |                     |

### Најбољи појединачни резултати
| Шахиста           | Држава                 | Бр. олимп. | Партија | Победе | Реми | Порази | %    | Медаље    |
| ----------------- | ---------------------- | ---------- | ------- | ------ | ---- | ------ | ---- | --------- |
| Михаил Таљ        | СССР                   | 8          | 101     | 65     | 34   | 2      | 81,2 | 5 - 2 - 0 |
| Анатолиј Карпов   | СССР                   | 6          | 68      | 43     | 23   | 2      | 80,1 | 3 - 0 - 0 |
| Тигран Петросјан  | СССР                   | 10         | 129     | 78     | 50   | 1      | 79,8 | 6 - 0 - 0 |
| Исак Кашдан       | САД                    | 5          | 79      | 52     | 22   | 5      | 79,7 | 2 - 1 - 1 |
| Василиј Смислов   | СССР                   | 9          | 113     | 69     | 42   | 2      | 79,6 | 4 - 2 - 2 |
| Давид Бронштајн   | СССР                   | 4          | 49      | 30     | 18   | 1      | 79,6 | 3 - 1 - 0 |
| Гари Каспаров     | СССР (4), Русија (4)   | 8          | 82      | 50     | 29   | 3      | 78,7 | 3 - 1 - 2 |
| Александар Аљехин | ФРА                    | 5          | 72      | 43     | 27   | 2      | 78,5 | 2 - 2 - 0 |
| Милан Матуловић   | СФРЈ                   | 6          | 78      | 46     | 28   | 4      | 76,9 | 1 - 2 - 0 |
| Паул Керес        | Естонија (3), СССР (7) | 10         | 141     | 85     | 44   | 12     | 75,9 | 5 - 1 - 1 |
| Јефим Гелер       | СССР                   | 7          | 76      | 46     | 23   | 7      | 75,6 | 3 - 3 - 0 |
| Израел Хоровиц    | САД                    | 4          | 51      | 29     | 19   | 3      | 75,5 | 2 - 0 - 0 |
| Џејмс Тарџан      | САД                    | 5          | 51      | 32     | 13   | 6      | 75,5 | 2 - 0 - 1 |
| Роберт Фишер      | САД                    | 4          | 65      | 40     | 18   | 7      | 75,4 | 0 - 2 - 1 |
| Јан Непомњашчи    | Русија                 | 4          | 38      | 20     | 17   | 1      | 75   | 0 - 2 - 2 |
| Михаил Ботвиник   | СССР                   | 6          | 73      | 39     | 31   | 3      | 74,7 | 2 - 1 - 2 |

- Напомена: за овај списак узети су у обзир само играчи који су играли на најмање четири олимпијаде.
- Медаље које су дате у табели су само индивидуалне (не екипне), по редоследу злато-сребро-бронза

## Женске олимпијаде
Женске шаховске олимпијаде одржавају се од 1957. године. У прво време, одржавале су се као посебни догађаји. 20. шаховска олимпијада 1972. у Скопљу упоредо је организована и у мушкој и у женској конкуренцији. Од Шаховске олимпијаде 1976. у Хаифи (Израел), упоредо се одржавају мушке и женске шаховске олимпијаде.
Трофеј у женској конкуренцији се зове „Куп Вере Мењчик”. Вера је била први светски шампион у шаху у женској конкуренцији.
| година | догађај                       | домаћин                             | злато        | сребро          | бронза             |
| ------ | ----------------------------- | ----------------------------------- | ------------ | --------------- | ------------------ |
| 1957.  | 1. женска шаховска олимпијада | Низоземска · (Емен)                 | СССР 10½     | Румунија 10½    | Источна Немачка 10 |
| 1963.  | 2. женска шаховска олимпијада | Југославија · (Сплит)               | СССР 25      | Југославија 24½ | Источна Немачка 21 |
| 1966.  | 3. женска шаховска олимпијада | Западна Немачка · (Оберхаузен)      | СССР 22      | Румунија 20½    | Источна Немачка 17 |
| 1969.  | 4. женска шаховска олимпијада | Пољска · (Лублин)                   | СССР 26      | Мађарска 20½    | Чехословачка 19    |
| 1972.  | 20. шаховска олимпијада       | Југославија · (Скопље)              | СССР 11½     | Румунија 8      | Мађарска 8         |
| 1974.  | 6. женска шаховска олимпијада | Колумбија · (Медељин)               | СССР 13½     | Румунија 13½    | Бугарска 13        |
| 1976.  | 22. шаховска олимпијада       | Израел · (Хаифа)                    | Израел 17    | Енглеска 11½    | Шпанија 11½        |
| 1978.  | 23. шаховска олимпијада       | Аргентина · (Буенос Ајрес)          | СССР 16      | Мађарска 11     | Западна Немачка 11 |
| 1980.  | 24. шаховска олимпијада       | Малта · (Ла Валета)                 | СССР 32½     | Мађарска 32     | Пољска 26½         |
| 1982.  | 25. шаховска олимпијада       | Швајцарска · (Луцерн)               | СССР 33      | Румунија 30     | Мађарска 26        |
| 1984.  | 26. шаховска олимпијада       | Грчка · (Солун)                     | СССР 32      | Бугарска 27½    | Румунија 27        |
| 1986.  | 27. шаховска олимпијада       | Уједињени Арапски Емирати · (Дубаи) | СССР 33½     | Мађарска 29     | Румунија 28        |
| 1988.  | 28. шаховска олимпијада       | Грчка · (Солун)                     | Мађарска 33  | СССР 32½        | Југославија 28     |
| 1990.  | 29. шаховска олимпијада       | Југославија · (Нови Сад)            | Мађарска 35  | СССР 35         | Кина 29            |
| 1992.  | 30. шаховска олимпијада       | Филипини · (Манила)                 | Грузија 30½  | Украјина 29     | Кина 28½           |
| 1994.  | 31. шаховска олимпијада       | Русија · (Москва)                   | Грузија 32   | Русија 31       | Кина 27            |
| 1996.  | 32. шаховска олимпијада       | Јерменија · (Јереван)               | Грузија 30   | Кина 28½        | Русија 28½         |
| 1998.  | 33. шаховска олимпијада       | Русија · (Елиста)                   | Кина 29      | Русија 27       | Грузија 27         |
| 2000.  | 34. шаховска олимпијада       | Турска · (Истанбул)                 | Кина 32      | Грузија 31      | Русија 28½         |
| 2002.  | 35. шаховска олимпијада       | Словенија · (Блед)                  | Кина 29½     | Русија 29       | Пољска 28          |
| 2004.  | 36. шаховска олимпијада       | Шпанија · (Калвија)                 | Кина 31      | САД 28          | Русија 27½         |
| 2006.  | 37. шаховска олимпијада       | Италија · (Торино)                  | Украјина 29½ | Русија 28       | Кина 27½           |
| 2008.  | 38. шаховска олимпијада       | Немачка · (Дрезден)                 | Грузија 18   | Украјина 18     | САД 17             |
| 2010.  | 39. шаховска олимпијада       | Русија · (Ханти-Мансијск)           | Русија 22    | Кина 18         | Грузија 16         |
| 2012.  | 40. шаховска олимпијада       | Турска · (Истанбул)                 | Русија 19    | Кина 19         | Украјина 18        |
| 2014.  | 41. шаховска олимпијада       | Норвешка · (Тромсе)                 | Русија 20    | Кина 18         | Украјина 18        |
| 2016.  | 42. шаховска олимпијада       | Азербејџан · (Баку)                 | Кина 20      | Пољска 17       | Украјина 17        |
| 2018.  | 43. шаховска олимпијада       | Грузија · (Батуми)                  | Кина 18      | Украјина 18     | Грузија 17         |
| 2022.  | 44. шаховска олимпијада       | Индија · (Ченај)                    | Украјина 18  | Грузија 18      | Индија 17          |
| 2024.  | 45. шаховска олимпијада       | Мађарска · (Будимпешта)             |              |                 |                    |

### Најбољи појединачни резултати
| Шахиста            | Држава                 | Бр. олимп. | Партија | Победе | Реми | Порази | %    | Медаље    |
| ------------------ | ---------------------- | ---------- | ------- | ------ | ---- | ------ | ---- | --------- |
| Нона Гаприндашвили | СССР (11), Грузија (1) | 12         | 128     | 94     | 26   | 8      | 83,6 | 8 - 3 - 0 |
| Надежда Косинцева  | Русија                 | 5          | 51      | 36     | 13   | 2      | 83,3 | 4 - 0 - 0 |
| Пија Крамлинг      | Шведска                | 9          | 107     | 71     | 33   | 3      | 81,8 | 3 - 2 - 2 |
| Софија Полгар      | Мађарска               | 4          | 48      | 32     | 13   | 3      | 80,2 | 2 - 1 - 0 |

- Напомена: за овај списак узети су у обзир само играчи који су играли на најмање четири олимпијаде.
- Медаље које су дате у табели су само индивидуалне (не екипне), по редоследу злато-сребро-бронза

## Рекорди
- Највећи број наступа имао је мађарски велемајстор Лајош Портиш (20 наступа). Он је освојио и укупно највише поена на олимпијадама — укупно 176½, највише је одиграо партија (260) и остварио највећи број победа (121 победа) од свих играча у историји!
- Најмирољубивији играч у историји био је румунски велемајстор Флоријан Геогриу — остварио је 125 ремија.
- Највише екипних медаља освојио је југословенски и српски велемајстор Светозар Глигорић — укупно 11 (од тога, 1 златну, 6 сребрних и 5 бронзаних).
- Највећи број појединачних медаља (за најбољи успех на првој табли) остварио је совјетски и руски велемајстор, бивши шампион света Гари Каспаров — укупно 11 (7 златних, 2 сребрне и 2 бронзане).
- Укупан број партија одиграних на шаховским олимпијадама је 73.130. Вође белих фигура победиле су у 27.052 партија (37,0%), завршено је ремијем 24.518 партија (33,5%), док су црни победили у 21.541 партији (29,5%). Просечан успех белих до сада је 53,8%.

## Занимљивости
- Најмлађи и најстарији учесници

Најмлађи учесници шаховских олимпијада били су Ендру Шерман (енгл. Andrew Sherman — 19. шаховска олимпијада, 1970. у Зигену, Немачка). и Џон Џејреки (енгл. John Jarecki — 24. шаховска олимпијада, 1980. на Ла Валети, Малта). који су наступали са само 11 година (обојица са Девичанских острва); најстарији забележени учесник био је Бил Хук (енгл. Bill Hook) који се такмичио у својој 81. години на Олимпијади 2006. у Торину, Италија. Био је такође са Девичанских острва!
- Сви шампиони света у шаху (изузев Штајница који је преминуо 1900. и Ласкера који се повукао из такмичарског шаха 1927) учествовали су за своје екипе на шаховским олимпијадама.

## Статистика (екипно)
| Мушкарци | Мушкарци            | Мушкарци | Мушкарци | Мушкарци | Мушкарци |
| №        | Земља               | злато    | сребро   | бронза   | укупно   |
| -------- | ------------------- | -------- | -------- | -------- | -------- |
| 1        | СССР                | 18       | 1        | 0        | 19       |
| 2        | САД                 | 6        | 6        | 8        | 20       |
| 3        | Русија              | 6        | 3        | 3        | 12       |
| 4        | Мађарска            | 3        | 7        | 2        | 12       |
| 5        | Јерменија           | 3        | 1        | 3        | 7        |
| 6        | Украјина            | 2        | 2        | 3        | 7        |
| 7        | Кина                | 2        | 1        | 0        | 3        |
| 8        | Југославија         | 1        | 6        | 6        | 13       |
| 9        | Пољска              | 1        | 2        | 3        | 6        |
| 10       | Немачка             | 1        | 1        | 3        | 5        |
| 11       | Узбекистан          | 1        | 1        | 0        | 2        |
| 12       | Енглеска            | 0        | 3        | 3        | 6        |
| 13       | Аргентина           | 0        | 3        | 2        | 5        |
| 14       | Чехословачка        | 0        | 2        | 1        | 3        |
| 15 — 17  | Низоземска          | 0        | 1        | 1        | 2        |
| 15 — 17  | Шведска             | 0        | 1        | 1        | 2        |
| 15 — 17  | Израел              | 0        | 1        | 1        | 2        |
| 18 — 19  | Босна и Херцеговина | 0        | 1        | 0        | 1        |
| 18 — 19  | Данска              | 0        | 1        | 0        | 1        |
| 20       | Индија              | 0        | 0        | 2        | 2        |
| 21 — 22  | Бугарска            | 0        | 0        | 1        | 1        |
| 21 — 22  | Естонија            | 0        | 0        | 1        | 1        |

| Жене    | Жене         | Жене  | Жене   | Жене   | Жене   |
| №       | Земља        | злато | сребро | бронза | укупно |
| ------- | ------------ | ----- | ------ | ------ | ------ |
| 1       | СССР         | 11    | 2      | 0      | 13     |
| 2       | Кина         | 6     | 4      | 4      | 14     |
| 3       | Грузија      | 4     | 2      | 3      | 9      |
| 4       | Русија       | 3     | 3      | 3      | 9      |
| 5       | Мађарска     | 2     | 5      | 2      | 9      |
| 6       | Украјина     | 2     | 3      | 3      | 8      |
| 7       | Израел       | 1     | 0      | 0      | 1      |
| 8       | Румунија     | 0     | 5      | 2      | 7      |
| 9       | Пољска       | 0     | 1      | 2      | 3      |
| 10 — 12 | Југославија  | 0     | 1      | 1      | 2      |
| 10 — 12 | Бугарска     | 0     | 1      | 1      | 2      |
| 10 — 12 | САД          | 0     | 1      | 1      | 2      |
| 13      | Енглеска     | 0     | 1      | 0      | 1      |
| 14      | Немачка      | 0     | 0      | 4      | 4      |
| 15 — 17 | Чехословачка | 0     | 0      | 1      | 1      |
| 15 — 17 | Шпанија      | 0     | 0      | 1      | 1      |
| 15 — 17 | Индија       | 0     | 0      | 1      | 1      |